# Bailiwick of Guernsey
Bailiwick of Guernsey er en østat ud for Frankrigs kyst, og er en af de tre kronafhængigheder. Den er adskilt fra Hertugdømmet Normandiet og underlagt betingelserne i fredstraktaten i Le Goulet i 1204. Bailiwick består af en række øer i den Engelske Kanal, der falder ind under tre separate under-jurisdiktioner: Guernsey, Alderney og Sark. Herm administreres som en del af Guernsey.
En bailiwick er et territorium administreret af en foged. Fogeden af Guernsey er den civile leder og formand for States of Guernsey, men ikke Alderney eller Sark. Han er også hovedet for retsvæsenet i Bailiwick.